# Салахат Агаєв
Салахат Нусрет огли Агаєв (азерб. Ağayev Səlahət Nüsrət oğlu, нар. 4 січня 1991, Фюзулі, Азербайджан) — азербайджанський футболіст, воротар клубу «Сабах» та національної збірної Азербайджану.

## Клубна кар'єра
Салахат Агаєв народився у містечку Фюзулі. Ще в юнацькому віці проходив вишкіл у турецькому клубі «Казим Карабекірспор», куди його запросили після вдалих виступів у складі юнацької збірної Азербайджану. Але на професійному рівні Агаєв дебютував у чемпіонату Азербайджану у складі клубу «Кешла» з Баку. Був в заявці клуба на участь у Лізі Європи. У сезону 2012 - 2013 Агаєв на правах оренди виступав за клуб «Сумгаїт». Згодом, у 2016 році клуб підписав з воротарем повноцінний контракт. Але провівши в команді один сезон, Агаєв повернувся до «Кешли».
Влітку 2017 року Агаєв підписав дворічний контракт з столичним клубом «Нефтчі», у складі якого він ставав призером чемпіонату Азербайджану. У 2019 році казахстанський «Кайрат» робив запрошення футболісту але Агаєв вирішив залишитися і продовжив контракт з «Нефтчі».
У 2021 році як вільний агент Агаєв перейшов до іншого клубу з Баку - до «Сабаху».

## Збірна
З 2007 року Салахат Агаєв захищав ворота юнацьких та молодіжних збірних Азербайджану. Вперше виклик до національної збірної Азербайджану Агаєв отримав у 2009 році, коли командою керував німецький тренер Берті Фогтс.
Саме за ініціативи Фогтса у вересні 2009 року Салахат Агаєв проходив тижневі учбові - тренувальні збори у німецькому клубі «Ганновер 96».

## Досягнення
Нефтчі
 Срібний призер чемпіонату Азербайджану: 2013/14, 2014/15, 2018/19
 Бронзовий призер чемпіонату Азербайджану: 2016/17, 2017/18
Габала
 Переможець Кубка Азербайджану: 2022/23